# Abdera affinis
Abdera affinis là một loài bọ cánh cứng trong họ Melandryidae. Loài này được Paykull miêu tả khoa học năm 1799.